# Girolamo da Santo Stefano
Girolamo da Santo Stefano (fl. 15. Jhd.; gest. im 16. Jhd.) war ein italienischer Kaufmann und Reisender, der in Ligurien (möglicherweise in Genua) geboren wurde. Außer einem Reisebericht in Form eines Briefes ist über ihn so gut wie nichts bekannt.

## Reisebericht
Sein Reisebericht wurde am 1. September 1499 aus Tripolis in Syrien geschrieben. Er gilt „mal connessa e scritta rozzamente“ (Carlo Errera), bietet aber dennoch interessante Informationen über die Erzeugnisse und Bräuche der besuchten Länder.
Der Verfasser war 1491 von Genua aus aufgebrochen, war von Kairo aus den Nil hinaufgesegelt, hatte sich dann in al-Qusair am Roten Meer eingeschifft und war zu den Häfen von Indien, Ceylon, Pegu und Sumatra gesegelt. Auf seiner Rückreise streifte er auch die Malediven und folgte der Route von Hormus durch Persien nach Aleppo und Tripolis.
Er wurde von einem gewissen Girolamo Adorno aus der Genueser Patrizierfamilie begleitet, der in Pegu starb.
Im Jahr 1499 schickte Girolamo da Santo Stefano eine Beschreibung seiner Reisen an Gian Giacomo Mainerio, der eine portugiesische Übersetzung davon in Lissabon veröffentlichte.
Der Bericht fand Mitte des 16. Jahrhunderts Aufnahme in Giovan Battista Ramusios  (1485–1557)  berühmter Reisebericht-Sammlung Delle navigationi et viaggi (Über Reisen zur See und zu Land) und in der moderneren Reihe Viaggi e scoperte di navigatori ed esploratori italiani (Reisen und Entdeckungen der italienischen Seefahrer und Entdecker)  (Edizioni Alpes, Mailand 1929).